# Liste der Baudenkmale in Visselhövede
In der Liste der Baudenkmale in Visselhövede sind alle Baudenkmale der niedersächsischen Gemeinde Visselhövede aufgelistet. Die Quelle der Baudenkmale ist der Denkmalatlas Niedersachsen. Der Stand der Liste ist der 8. November 2020.

## Allgemein
In den Spalten befinden sich folgende Informationen:
- Lage: die Adresse des Baudenkmales und die geographischen Koordinaten. Kartenansicht, um Koordinaten zu setzen. In der Kartenansicht sind Baudenkmale ohne Koordinaten mit einem roten Marker dargestellt und können in der Karte gesetzt werden. Baudenkmale ohne Bild sind mit einem blauen Marker gekennzeichnet, Baudenkmale mit Bild mit einem grünen Marker.
- Bezeichnung: Bezeichnung des Baudenkmales
- Beschreibung: die Beschreibung des Baudenkmales. Unter § 3 Abs. 2 NDSchG werden Einzeldenkmale und unter § 3 Abs. 3 NDSchG Gruppen baulicher Anlagen und deren Bestandteile ausgewiesen.
- ID: die Objekt-ID des Baudenkmales
- Bild: ein Bild des Baudenkmales, ggf. zusätzlich mit einem Link zu weiteren Fotos des Baudenkmals im Medienarchiv Wikimedia Commons. Wenn man auf das Kamerasymbol klickt, können Fotos zu Baudenkmalen aus dieser Liste hochgeladen werden:

## Visselhövede

### Gruppe: St. Johanneskirche Visselhövede
Die Gruppe „St. Johanneskirche Visselhövede“ besteht aus dem Kirchengebäude und dem freistehenden Glockenturm sowie aus der umgebenden Fläche und hat die ID 31019645.

| Lage                                      | Bezeichnung | Beschreibung | ID       | Bild           |
| ----------------------------------------- | ----------- | --- | -------- | -------------- |
| Große Straße 2 52° 59′ 9″ N, 9° 34′ 52″ O | Kirche      | Kirche St. Johannes Baptist von 1258, Saalkirche mit Chor aus Feldstein mit Backstein ausgebessert, nordseitiger Anbau aus von 1736; Innen: Altarretabel 1771, Kanzelkorb 1641, Taufstein erste Hälfte des 13. Jahrhunderts | 31032829 | Weitere Bilder |
| Große Straße 2 52° 59′ 9″ N, 9° 34′ 51″ O | Turm        | Vorgängerturm abgebrannte, hölzerner freistehender Glockenturm von 1799 mit Walmdach und Laterne mit Uhr | 51756418 |                |
| Große Straße 2 52° 59′ 8″ N, 9° 34′ 52″ O | Kirchhof    | Kirchhof mit Grünfläche mit erhaltenen Grabsteinen, südliche Wasserfläche, hier entspringt die Vissel, dshalb Visselquelle genannt                                                                                          | 50431266 |                |

### Gruppe: Forsthaus Visselhövede
Die Gruppe „Forsthaus Visselhövede“ besteht aus dem Forsthaus und dem Wirtschaftsteil. Die Gruppe hat die ID 31019632.

| Lage                                  | Bezeichnung        | Beschreibung | ID       | Bild |
| ------------------------------------- | ------------------ | --- | -------- | ---- |
| Waldweg 3 52° 59′ 17″ N, 9° 34′ 47″ O | Forsthaus          | Das um 1800 errichtete eingeschossige Fachwerkgebäude mit Zwerchhaus steht auf einem Feldstein- und Quadersockel und unter einem Krüppelwalmdach. | 31032899 | BW   |
| Waldweg 3 52° 59′ 17″ N, 9° 34′ 48″ O | Wirtschaftsgebäude | Der Fachwerkstall mit Querdurchfahrt unter einem Satteldach wurde wie das Forsthaus um 1800 errichtet.                                            | 31032921 | BW   |

### Einzelbaudenkmale
| Lage                                          | Bezeichnung    | Beschreibung | ID       | Bild           |
| --------------------------------------------- | -------------- | --- | -------- | -------------- |
| Affwinkel 1 52° 59′ 33″ N, 9° 34′ 31″ O       | Speicher       | Der zweigeschossige Fachwerkspeicher wurde 1788 unter einem Satteldach errichtet. | 31032735 | BW             |
| Bahnhofstraße 15 52° 58′ 57″ N, 9° 34′ 24″ O  | Wasserturm     | Der viergeschossige Backsteinturm wurde 1896 bis 1899 unter einem Kegeldach errichtet. Der Wasserturm diente der Versorgung der Honig- und Bonbonfabrik.                                                                    | 31032759 | Weitere Bilder |
| Goethestraße 2 52° 59′ 8″ N, 9° 34′ 48″ O     | Hotel          | Das zweigeschossige massive Eckgebäude mit dreigeschossigem Mittelrisalit (Hotel „Deutsches Haus“) wurde 1905 unter einem Mansarddach errichtet.                                                                            | 31032784 | BW             |
| Goethestraße 22 52° 59′ 4″ N, 9° 34′ 40″ O    | Wohnhaus       | 1920 wurde das eingeschossige verputzte massive Gebäude mit einem dreiachsigen Altan mit Giebel und liegendem Ochsenauge unter einem Drempel und einem Mansarddach errichtet.                                               | 31032804 | BW             |
| Marktplatz 2 52° 59′ 11″ N, 9° 34′ 52″ O      | Gutshaus       | Das zweigeschossige Gebäude wurde teilweise massiv, teilweise in Fachwerkbauweise unter einem Walmdach 1796 errichtet und 1889 zum Gutshaus der Familie von Uffel umgebaut. Seit 1934 wird das Gebäude als Rathaus genutzt. | 31032851 |                |
| Soltauer Straße 9 52° 59′ 25″ N, 9° 35′ 17″ O | Kriegerdenkmal | Die Werksteinstele mit Urnenaufsatz zur Erinnerung an die Gefallenen im Deutsch-Französischen Krieg 1870/1871 wurde vermutlich 1872 errichtet.                                                                              | 31032875 | BW             |

## Bleckwedel

### Gruppe: Königshof
Die Gruppe „Königshof“ besteht aus einer Hofanlage des 18. Jahrhunderts mit einem alten Baumbestand. Sie hat die ID 31019779.

| Lage                                    | Bezeichnung              | Beschreibung                                                                                        | ID       | Bild |
| --------------------------------------- | ------------------------ | --------------------------------------------------------------------------------------------------- | -------- | ---- |
| Königshof 1 52° 56′ 8″ N, 9° 29′ 21″ O  | Wohn-/Wirtschaftsgebäude | Zweiständer-Hallenhaus von um 1700 mit Krüppelwalmdach mit Backsteinanbau von um 1900               | 31033104 | BW   |
| Königshof 1 52° 56′ 9″ N, 9° 29′ 23″ O  | Scheune                  | wurde die Fachwerkscheune vom Anfang des 18. Jahrhunderts mit Krüppelwalmdach                       | 31033126 | BW   |
| Königshof 1 52° 56′ 9″ N, 9° 29′ 22″ O  | Pflaster                 | Von der Einfahrt bis zu den übrigen Bauten besteht eine historische Hofpflasterung aus Lesesteinen. | 31033169 | BW   |
| Königshof 1 52° 56′ 10″ N, 9° 29′ 24″ O | Baumbestand              | Der alte Baumbestand umgibt die umstehenden Bauten.                                                 | 31033187 | BW   |

### Einzelbaudenkmale
| Lage                                  | Bezeichnung | Beschreibung                                                                           | ID       | Bild |
| ------------------------------------- | ----------- | -------------------------------------------------------------------------------------- | -------- | ---- |
| Im Dorfe 2 52° 57′ 3″ N, 9° 30′ 15″ O | Speicher    | Der 1765 als Treppenspeicher errichtete Fachwerkspeicher steht unter einem Satteldach. | 31032128 | BW   |

## Buchholz

### Einzelbaudenkmale
| Lage                                   | Bezeichnung | Beschreibung | ID       | Bild |
| -------------------------------------- | ----------- | --- | -------- | ---- |
| Buchholz 3d 53° 0′ 28″ N, 9° 33′ 44″ O | Speicher    | Der anderthalbgeschossige Fachwerkspeicher wurde unter einem Satteldach errichtet.                                                | 31032177 | BW   |
| Buchholz 7 53° 0′ 28″ N, 9° 33′ 44″ O  | Speicher    | Der anderthalbgeschossige Fachwerkspeicher wurde im 18. Jahrhundert auf einem Felsfundament und unter einem Satteldach errichtet. | 31032195 | BW   |

### Ehemaliges Baudenkmal
| Lage                                   | Bezeichnung | Beschreibung | ID       | Bild |
| -------------------------------------- | ----------- | --- | -------- | ---- |
| Im Dorfe 15 53° 0′ 30″ N, 9° 33′ 42″ O | Speicher    | Der zweigeschossige Treppenspeicher wurde 1719 errichtet und 2013 abgebrochen. Daraufhin wurde das Gebäude aus dem Denkmalverzeichnis gestrichen. | 31032195 | BW   |

## Dreeßel

### Ehemalige Baudenkmale
| Lage                                  | Bezeichnung              | Beschreibung | ID       | Bild |
| ------------------------------------- | ------------------------ | --- | -------- | ---- |
| Dreeßel 1 52° 58′ 45″ N, 9° 28′ 13″ O | Wohn-/Wirtschaftsgebäude | Das Häuslingshaus wurde 2012 abgebrochen und nicht mehr im Denkmalverzeichnis geführt. | 41740757 | BW   |
| Dreeßel 4 52° 58′ 50″ N, 9° 28′ 5″ O  | Scheune                  | Im ausgehenden 18. Jahrhundert wurde die Fachwerkscheune mit Quereinfahrt unter einem Satteldach errichtet. Das Gebäude wurde 2009 abgebrochen und später aus dem Denkmalverzeichnis gestrichen. | 31032235 | BW   |

## Hiddingen

### Einzelbaudenkmale
| Lage                                                | Bezeichnung              | Beschreibung | ID       | Bild |
| --------------------------------------------------- | ------------------------ | --- | -------- | ---- |
| Battenbrock 1 53° 0′ 35″ N, 9° 37′ 52″ O            | Wohn-/Wirtschaftsgebäude | Zweiständer-Hallenhaus von 1825 in Fachwerk, mit großem Dachhaus und Krüppelwalmdach                                                | 31032103 | BW   |
| Battenbrock 2 53° 0′ 35″ N, 9° 37′ 49″ O            | Speicher                 | Der Speicher zeichnet sich durch ein Bruchsteinmauerwerk unter einem Satteldach aus.                                                | 31032081 | BW   |
| Hiddinger Straße 17 53° 0′ 34″ N, 9° 37′ 4″ O       | Speicher                 | Im 18. Jahrhundert wurde der als Gefügebau errichtete Treppenspeicher unter einem reetgedeckten Satteldach erbaut.                  | 31032328 | BW   |
| Neuenkirchener Straße 33 53° 0′ 22″ N, 9° 37′ 28″ O | Speicher                 | 1836 wurde der als Gefügebau errichtete Treppenspeicher auf einem Bruchsteinsockel und unter einem reetgedeckten Satteldach erbaut. | 31032353 | BW   |

### Ehemaliges Baudenkmal
| Lage                                          | Bezeichnung | Beschreibung | ID       | Bild |
| --------------------------------------------- | ----------- | --- | -------- | ---- |
| Hiddinger Straße 13 53° 0′ 30″ N, 9° 37′ 1″ O | Scheune     | Die Fachwerkscheune wurde im ausgehenden 18. Jahrhundert unter einem Krüppelwalmdach errichtet. Das Gebäude wurde 2008 genehmigt abgebrochen und aus dem Denkmalverzeichnis gestrichen. | 31032303 | BW   |

## Jeddingen

### Einzelbaudenkmal
| Lage                                   | Bezeichnung | Beschreibung                                                                         | ID       | Bild |
| -------------------------------------- | ----------- | ------------------------------------------------------------------------------------ | -------- | ---- |
| Heidmark 6 52° 58′ 16″ N, 9° 30′ 52″ O | Scheune     | Die Fachwerkscheune mit Längsdurchfahrt wurde 1748 unter einem Satteldach errichtet. | 31032393 | BW   |

## Kettenburg

### Einzelbaudenkmale
| Lage                                      | Bezeichnung | Beschreibung | ID       | Bild |
| ----------------------------------------- | ----------- | --- | -------- | ---- |
| Kettenburg 3 52° 57′ 20″ N, 9° 34′ 16″ O  | Speicher    | Das anderthalbgeschossige Fachwerkgebäude wurde 1732 als Treppenspeicher unter einem Satteldach errichtet.                                                                    | 31032467 | BW   |
| Kettenburg 3b 52° 57′ 21″ N, 9° 34′ 10″ O | Wohnhaus    | Das eingeschossige Fachwerkgebäude wurde Anfang des 19. Jahrhunderts als Heuerhaus unter einem Halbwalmdach errichtet. Zwischenzeitlich wurde das Gebäude als Schule genutzt. | 31032491 | BW   |
| 52° 57′ 29″ N, 9° 35′ 1″ O                | Stall       | Um 1800 wurde der Außenschafstall als eingeschossiges Fachwerkgebäude mit Längsdurchfahrt unter einem Walmdach errichtet.                                                     | 31033147 | BW   |

### Ehemaliges Baudenkmal
| Lage                                     | Bezeichnung | Beschreibung                                                                              | ID       | Bild |
| ---------------------------------------- | ----------- | ----------------------------------------------------------------------------------------- | -------- | ---- |
| Kettenburg 2 52° 57′ 25″ N, 9° 34′ 23″ O | Speicher    | Der Fachwerkspeicher wurde um 1995 abgebrochen und aus dem Denkmalverzeichnis gestrichen. | 31032445 | BW   |

## Lüdingen

### Einzelbaudenkmal
| Lage                                              | Bezeichnung | Beschreibung | ID       | Bild |
| ------------------------------------------------- | ----------- | --- | -------- | ---- |
| Kirchwalseder Straße 6 53° 0′ 46″ N, 9° 28′ 10″ O | Speicher    | Der zweigeschossige Fachwerkspeicher wurde im 18. Jahrhundert als Treppenspeicher unter einem Satteldach errichtet. | 31032562 | BW   |

### Ehemaliges Baudenkmal
| Lage                                              | Bezeichnung              | Beschreibung | ID       | Bild |
| ------------------------------------------------- | ------------------------ | --- | -------- | ---- |
| Kirchwalseder Straße 6 53° 0′ 45″ N, 9° 28′ 12″ O | Wohn-/Wirtschaftsgebäude | 1836 wurde das Zweiständer-Hallenhaus auf einem Quadersockel und unter einem reetgedeckten Dach errichtet. Wegen der Veränderungen wurde das Gebäude 1991 aus dem Denkmalverzeichnis gestrichen worden. | 31032511 | BW   |

## Nindorf

### Einzelbaudenkmale
| Lage                                             | Bezeichnung | Beschreibung | ID       | Bild |
| ------------------------------------------------ | ----------- | --- | -------- | ---- |
| Nindorfer Eichende 1 52° 59′ 12″ N, 9° 32′ 40″ O | Wohnhaus    | Um 1900 wurde das eingeschossige Backsteingebäude mit zweigeschossigem Vorbau unter einem Krüppelwalmdach errichtet. | 42027226 | BW   |
| Nindorfer Eichende 1 52° 59′ 11″ N, 9° 32′ 38″ O | Speicher    | Der zweigeschossige Fachwerkspeicher wurde 1759 unter einem Satteldach errichtet.                                    | 31032583 | BW   |
| Nindorfer Eichende 1 52° 59′ 12″ N, 9° 32′ 42″ O | Backhaus    | Das Fachwerkgebäude wurde mit Backofen jeweils unter einem Satteldach errichtet.                                     | 39155192 | BW   |
| Zur Reith 2 52° 59′ 7″ N, 9° 32′ 37″ O           | Speicher    | Der anderthalbgeschossige Fachwerkspeicher wurde auf einem Bruchsteinsockel und unter einem Satteldach errichtet.    | 31032626 | BW   |

### Ehemalige Baudenkmale
| Lage                                            | Bezeichnung              | Beschreibung | ID       | Bild |
| ----------------------------------------------- | ------------------------ | --- | -------- | ---- |
| Nindorfer Eichende 2 52° 59′ 8″ N, 9° 32′ 40″ O | Wohn-/Wirtschaftsgebäude | 1814 wurde das Zweiständer-Hallenhaus errichtet. Der Wohnteil wurde 1906 als Backsteingebäude quergestellt. Wegen der Veränderungen wurde das Gebäude 1992 wieder aus dem Denkmalverzeichnis gestrichen. | 31032607 | BW   |
| Zur Einigkeit 1 52° 59′ 11″ N, 9° 32′ 35″ O     | Schule                   | Das Vierständergebäude wurde 1834 unter einem Satteldach errichtet und 1891 in Backstein erweitert. Wegen der Veränderungen wurde das Gebäude ab 2018 nicht mehr im Denkmalverzeichnis geführt.          | 46345687 | BW   |

## Ottingen

### Einzelbaudenkmale
| Lage                                               | Bezeichnung              | Beschreibung                                                                            | ID       | Bild |
| -------------------------------------------------- | ------------------------ | --------------------------------------------------------------------------------------- | -------- | ---- |
| Ottinger Dorfstraße 31 52° 57′ 46″ N, 9° 37′ 34″ O | Wohn-/Wirtschaftsgebäude | Zweiständer-Hallenhaus von 1830 in Fachwerk mit Krüppelwalmdach und Niedersachsengiebel | 31032648 | BW   |

## Rosebruch

### Einzelbaudenkmale
| Lage                                  | Bezeichnung              | Beschreibung                                               | ID       | Bild |
| ------------------------------------- | ------------------------ | ---------------------------------------------------------- | -------- | ---- |
| Moordorf 6 53° 3′ 17″ N, 9° 35′ 51″ O | Wohn-/Wirtschaftsgebäude | Zweiständer-Hallenhaus von 1783 in Fachwerk mit Satteldach | 31032536 | BW   |

## Schwitschen

### Einzelbaudenkmale
| Lage                                      | Bezeichnung              | Beschreibung                                                                                                  | ID       | Bild |
| ----------------------------------------- | ------------------------ | --- | -------- | ---- |
| Brinkstraße 4 53° 0′ 8″ N, 9° 36′ 25″ O   | Wohn-/Wirtschaftsgebäude | Zweiständer-Hallenhaus von 1816 in Fachwerk mit Krüppelwalmdach mit Uhlenloch                                 | 31032673 | BW   |
| Hauptstraße 15 52° 59′ 55″ N, 9° 36′ 2″ O | Schule                   | Das Fachwerkgebäude mit Wirtschaftsteil wurde Anfang des 19. Jahrhunderts unter einem Halbwalmdach errichtet. | 31032698 | BW   |

## Wehnsen

### Einzeldenkmale
| Lage                                 | Bezeichnung              | Beschreibung | ID       | Bild |
| ------------------------------------ | ------------------------ | --- | -------- | ---- |
| Wehnsen 1 52° 57′ 36″ N, 9° 32′ 9″ O | Wohn-/Wirtschaftsgebäude | wurde das Zweiständer-Hallenhaus von 1558 auf Sockel mit Fachwerk und Krüppelwalmdach mit Niedersachsengiebel, 1752 erneuert | 31032959 | BW   |
| Wehnsen 1 52° 57′ 35″ N, 9° 32′ 8″ O | Speicher                 | Der Treppenspeicher ist als Gefügegebäude unter einem Satteldach in der Mitte des 18. Jahrhunderts errichtet worden.         | 31032983 | BW   |
| Wehnsen 3 52° 57′ 34″ N, 9° 32′ 7″ O | Speicher                 | 1746 wurde der zweigeschossige Fachwerkspeicher unter einem Satteldach errichtet.                                            | 31033007 | BW   |

### Ehemaliges Baudenkmal
| Lage                                  | Bezeichnung | Beschreibung | ID       | Bild |
| ------------------------------------- | ----------- | --- | -------- | ---- |
| Wehnsen 3 52° 57′ 33″ N, 9° 32′ 12″ O | Stall       | Der Fachwerkstall wurde im 18. Jahrhundert unter einem Satteldach errichtet. Das Gebäude wurde 2016 abgebrochen und aus dem Denkmalverzeichnis gestrichen. | 31033031 | BW   |

## Wittorf

### Gruppe: Grapenmühle
Die Gruppe „Grappenmühle“ umfasst die Wassermühle am Grapenmühlenbach und den Speicher. Die Gruppe hat die ID 31019619.

| Lage                                              | Bezeichnung | Beschreibung | ID       | Bild |
| ------------------------------------------------- | ----------- | --- | -------- | ---- |
| Visselhöveder Straße 53° 0′ 1″ N, 9° 32′ 9″ O     | Mühle       | Die Wassermühle wurde 1781 als eingeschossiges Fachwerkgebäude unter einem Satteldach errichtet. Die Mühlentechnik ist noch erhalten. | 31033079 | BW   |
| Visselhöveder Straße 16 53° 0′ 1″ N, 9° 32′ 12″ O | Speicher    | Der zweigeschossige Fachwerkspeicher wurde Ende des 18. Jahrhunderts unter einem Satteldach errichtet.                                | 31032281 | BW   |

### Einzelbaudenkmale
| Lage                                          | Bezeichnung | Beschreibung | ID       | Bild           |
| --------------------------------------------- | ----------- | --- | -------- | -------------- |
| Wittorfer Straße 53° 0′ 35″ N, 9° 31′ 6″ O    | Kirche      | Die St.-Nikolaus-Kapelle wurde 1605 als Saalkirche unter einem Satteldach mit Dachreiter errichtet. 1737 und etwas später wurde das Kapellengebäude nach Westen verlängert. Das Uhrwerk wurde in den Dachreiter 1887 eingebaut. | 31033079 | Weitere Bilder |
| Unter den Eichen 5 53° 0′ 22″ N, 9° 30′ 55″ O | Speicher    | Der zweigeschossige Treppenspeicher wurde 1723 unter einem Satteldach errichtet. | 31033055 | BW             |